# Edward Brandis Denham
Sir Edward Brandis Denham GCMG, KBE (* 1876; † 2. Juni 1938 in Kingston, Jamaika) war ein britischer Gouverneur unter anderem von Britisch-Gambia und repräsentierte König Georg V. und später Eduard VIII. in der Kolonie Gambia.

## Leben
Denham genoss seine Schulbildung am Malvern College und am Merton College der University of Oxford. Anschließend trat als Kadett in den Kolonialdienst ein und wurde im November 1899 in Ceylon eingesetzt. Später, von 1920 bi 1923, war im Kolonialbüro von Mauritius tätig und danach in verschiedenen Positionen in Kenia. Bei seiner Einsetzung war er auch als stellvertretender Gouverneur tätig.
Am 29. November 1928 wurde Denham Gouverneur der Kolonie Gambia, wo er bis 11. September 1930 tätig war. Bis 1934 war er Gouverneur von Britisch-Guayana und wurde am 24. Oktober 1934 Gouverneur von Jamaika. In seine dortige Amtszeit fielen erhebliche soziale Konflikte, die sich mehrfach in Streiks entluden. Auch unterstützte er die Demokratisierungsstrebungen auf der Insel.
Denham starb an einem Herzinfarkt am 2. Juni 1938 im Kings House, dem Gouvernourssitz in Kingston.